# Bee Jazz
Bee Jazz est un label français indépendant créé en 2003, spécialisé dans l'édition de disques de Jazz.

## Organisation
Bee Jazz est un label Abeille Musique créé par Alexandre Leforestier en 2003 et dont la direction artistique est dirigée par Mohamed Gastli. Le label a acquis en quelques années une réputation qui déborde les frontières de l’hexagone et dont les productions ont été saluées par de nombreuses récompenses (Grammys Awards, Victoire de la Musique, Académie Charles Cros…). Depuis sa création, le label a déjà publié une cinquantaine d'albums.
Toutes les productions Bee Jazz sont proposées en version CD et numérique sur les principales plateformes mondiales. Le label a développé un partenariat avec le site de vente de musique en ligne, Qobuz : Bee Jazz propose ainsi sur ce site son catalogue en qualité « Studio Masters » (24 bits – Multicanal), qui restitue à l'identique le son issu du studio d'enregistrement.
Face à la crise du disque, Bee Jazz s'efforce également de diversifier ses activités, comme en témoigne la création de Bee Live. Cette société affiliée va en effet diffuser sur Internet des retransmissions d'événements artistiques (concerts, festivals…) sous forme de vidéo en haute-définition.
En 2011 une nouvelle division BEE POP a été lancée avec la première signature Simon Dalmais.
Ce label indépendant a disparu au début l'année 2015.

## Catalogue
Les productions du label sont les suivantes :
- Gabriel Zufferey - Contemplation - Mai 2012 - BEE052
- Jérôme Sabbagh - Plugged In - Avril 2012 - BEE049
- Nico Gori & Fred Hersch - Da Vinci - Mars 2012 - BEE051
- Guillaume de Chassy - Silences - Février 2012 - BEE050
- Jozef Dumoulin - Rainbow Body - Octobre 2011 - BEE048
- Antonin-Tri Hoang & Benoît Delbecq – Aeroplanes - Juin 2011 - BEE046
- Edwin Berg/Eric Surmenian/Fred Jeanne – Vol II - Mai 2011 - BEE047
- Magic Malik – Short Cuts - Mars 2011 - BEE043
- Majid Bekkas – Mabrouk - Février 2011 - BEE003
- Jean-Marie Machado & Danzas – Fiesta Nocturna - Novembre 2010 - BEE045
- Manu Codjia trio – Covers - Octobre 2010 - BEE032
- Orchestre national de jazz – Shut Up And Dance - Septembre 2010 - BEE042
- Jérôme Sabbagh/Ben Monder/Daniel Humair – I Will Follow You - Août 2010 - BEE034
- Jean-Marie Machado & Dave Liebman – Eternal Moments - Août 2010 - BEE044
- Gabriel Zufferey - Hear & Know - Mai 2010 - BEE025
- Guillaume de Chassy – Pictorial Music - Mars 2010 - BEE040
- André Minvielle– Follow Jon Hendricks... If You Can!!! - Février 2010 - BEE033
- Issam Krimi – Barbara Piano Solo - Novembre 2009 - BEE041
- Stéphane Spira & Giovanni Mirabassi – Spirabassi - Novembre 2009 - BEE038
- Jozef Dumoulin & Lidlboj – Tress Are Always Right - Octobre 2009 - BEE036
- Karen Lano – My Name Is Hope Webster - Septembre 2009 - BEE031
- Nelson Veras - Solo Session (Volume 1) - Septembre 2009 - BEE035
- Edwin Berg/Eric Surmenian/Fred Jeanne – Perpetuum - Août 2009 - BEE039
- Orchestre national de jazz – Around Robert Wyatt - Avril 2009 - BEE030
- Manu Codjia - Manu Codjia - Mars 2009 - BEE029
- Daniel Yvinec & Guillaume De Chassy – Songs From The Last Century - Février 2009 - BEE009
- Jérôme Sabbagh Trio – One Two Three - Novembre 2008 - BEE028
- Daniel Humair – Baby Boom II - Septembre 2008 - BEE027
- Christophe Wallemme Trio - Start - So Many Ways... - Septembre 2008 - BEE026
- Daniel Humair/Joachim Kühn/Tony Malaby – Full Contact - Mai 2008 - BEE020
- Guillaume de Chassy – Faraway So Close - Février 2008 - BEE024
- Daniel Yvinec – The Lost Crooners - Octobre 2007 - BEE023
- Jean-Paul Céléa/François Couturier/Daniel Humair – Tryptic - Septembre 2007 - BEE022
- Jérôme Sabbagh – Pogo - Avril 2007 - BEE019
- Manu Codjia – Songlines - Mars 2007 - BEE018
- Guillaume de Chassy – Piano Solo - Février 2007 - BEE021
- François Jeanneau – Quand Se taisent Les Oiseaux- Janvier 2007 - BEE017
- Christophe Wallemme – Namaste - Octobre 2006 - BEE016
- Le Bocal – Ego - Août 2006 - BEE013
- Stéphane Spira – First Page - Février 2006 - BEE012
- Boulou & Elios Ferré – Parisian Passion - Novembre 2005 - BEE015
- Guillaume de Chassy & Daniel Yvinec – Wonderful World - Septembre 2005 - BEE008
- Jean-Philippe Muvien/Daniel Humair/François Jeanneau/Jean-Philippe Viret – Flench Wok - Mars 2005 - BEE011
- Boulou & Elios Ferré – Shades Of A Dream - Octobre 2004 - BEE010
- Guillaume De Chassy/Daniel Yvinec/André Minvielle – Chansons Sous Les Bombes - Avril 2004 - BEE007
- Gabriel Zufferey/Sébastien Boisseau/Daniel Humair – Après l'Orage - Mars 2004 - BEE006
- Boulou & Elios Ferré – The Rainbow Of Life - Novembre 2003 - BEE005

## Récompenses
- Around Robert Wyatt (avril 2009) : cet album interprété par l'Orchestre national de jazz, dirigé par Daniel Yvinec a reçu le prix du « meilleur album de l'année » dans le cadre des Victoires du Jazz.

- En mars 2009 Manu Codjia a reçu le Prix Django Reinhardt

- Full Contact (mai 2008) : cet album interprété par Daniel Humair/Joachim Kühn/Tony Malaby, a reçu le Grand prix du disque de l'Académie Charles-Cros[réf. souhaitée]